# World Series 2014
Le World Series 2014 sono state la 110ª edizione della serie di finale della Major League Baseball al meglio delle sette partite tra i campioni della National League (NL) 2014, i San Francisco Giants e quelli della American League (AL), i Kansas City Royals. A vincere il loro ottavo titolo furono i Giants per quattro gare a tre.
Questo fu il terzo titolo nell'arco di cinque stagioni per i Giants (2010–14) e anche il terzo dopo il trasferimento del club a San Francisco da New York. I Giants vinsero gara 1 trascinati dal lanciatore Madison Bumgarner mentre Royals vinsero gara 2 e 3 coi loro lanciatori che limitarono i battitori di San Francisco a 2 punti a partita. I Giants vinsero poi gara 4 e 5, segnando 11 punti nella prima e Bumgarner che giocò una gara completa senza subire punti nella seconda. Kansas City pareggiò la serie in gara 6 vincendo 10-0. I Giants vinsero gara 7 per 3-2, col punto battuto a casa vincente di Michael Morse per Pablo Sandoval. Bumgarner lanciò cinque inning senza subire punti come rilievo, venendo premiato come MVP della serie.

## Sommario
San Francisco ha vinto la serie, 4-3.

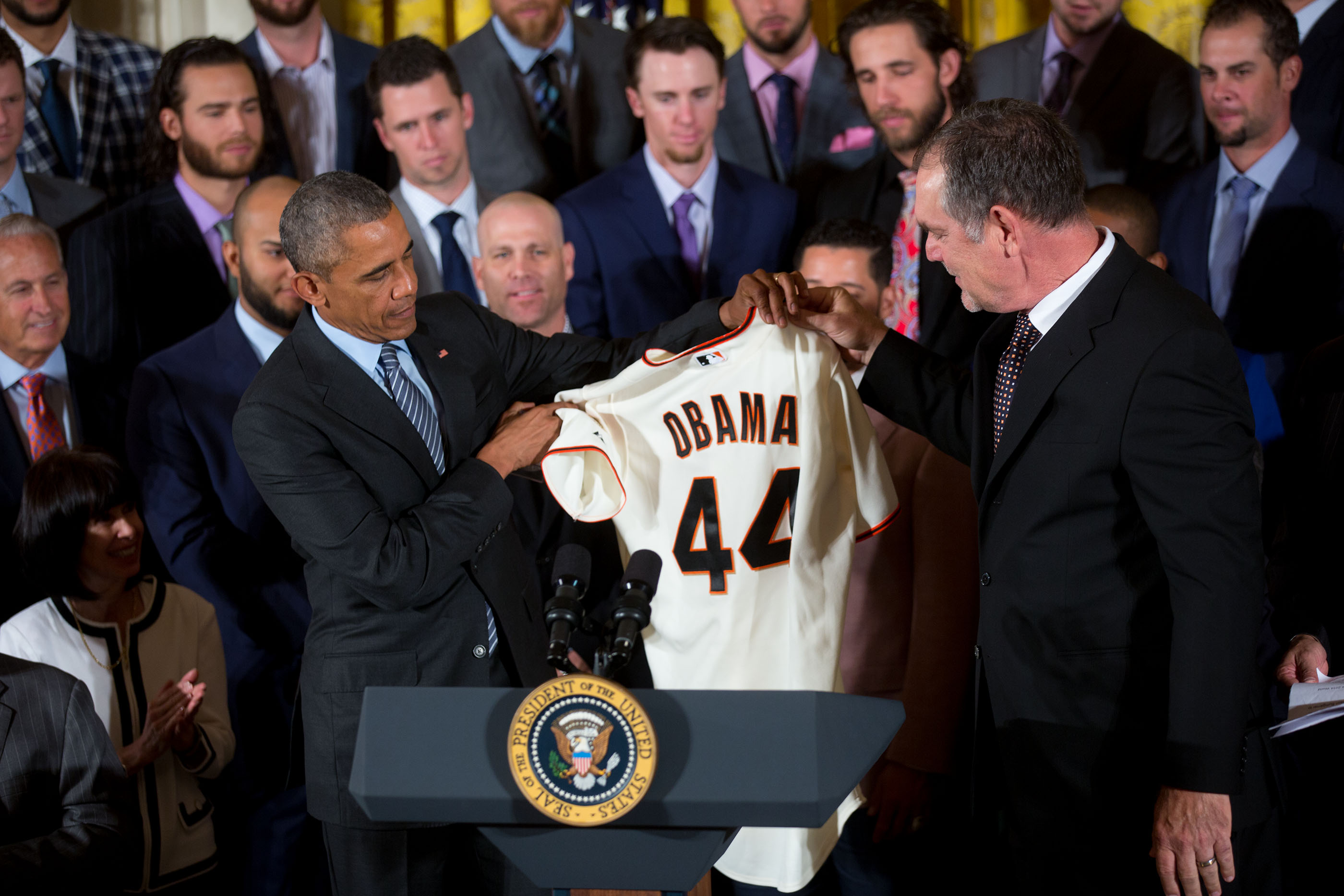
Il Presidente Obama onora i Giants vincitori delle World Series alla Casa Bianca

| Gara | Data       | Risultato                                         | Stadio           | Tempo | Pubblico |
| ---- | ---------- | ------------------------------------------------- | ---------------- | ----- | -------- |
| 1    | 21 ottobre | San Francisco Giants – 7, Kansas City Royals – 1  | Kauffman Stadium | 3:32  | 40.459   |
| 2    | 22 ottobre | San Francisco Giants – 2, Kansas City Royals – 7  | Kauffman Stadium | 3:25  | 40.446   |
| 3    | 24 ottobre | Kansas City Royals – 3, San Francisco Giants – 2  | AT&T Park        | 3:15  | 43.020   |
| 4    | 25 ottobre | Kansas City Royals – 4, San Francisco Giants – 11 | AT&T Park        | 4:00  | 43.066   |
| 5    | 26 ottobre | Kansas City Royals – 0, San Francisco Giants – 5  | AT&T Park        | 3:09  | 43.087   |
| 6    | 28 ottobre | San Francisco Giants – 0, Kansas City Royals – 10 | Kauffman Stadium | 3:21  | 40.372   |
| 7    | 29 ottobre | San Francisco Giants – 3, Kansas City Royals – 2  | Kauffman Stadium | 3:10  | 40.535   |